# Bolboceras modestum
Bolboceras modestum is een keversoort uit de familie mesttorren (Geotrupidae). De wetenschappelijke naam van de soort werd in 1840 gepubliceerd door Francis de Laporte de Castelnau.